# Албанска република
Албанска република (алб. Republika Shqiptare) је било званично име Албаније од 31. јануара 1925. године, када је усвојен нови Устав до проглашења монархије 1. септембра 1928. године. Албанија је тада постала дефакто протекторат Италије по потписивању Уговора из Тиране 1926. и 1927. године.

## Историјат
Након неуспеха Јунске револуције 1924. године, дотадашњи албански премијер и министар спољних послова, Ахмед Зогу, вратио се у Албанију, преузео власт над државом и успоставио аутократски режим. Парламент је тада изгласао нови устав, државу прогласио републиком, а Зогуа њеним председником. Крајем марта 1925, европске силе одобриле су Албанији статус републике. Зогу је тада Албанију чвршће повезао с Италијом будући да су обе земље имале иредентистичке тежње према суседним државама, Југославији и Грчкој. Након додатног учвршћења на власти, Зогу је 1. септембра укинуо републику и прогласио уставну монархију, а себе краљем.